# Ferrari F2012
Chronologie des modèles (2012)
Ferrari 150° Italia Ferrari F138
La Ferrari F2012 (initialement nommée  Progetto 663) est la monoplace de Formule 1 engagée par la Scuderia Ferrari au championnat du monde de Formule 1 2012. Présentée le 3 février 2012 à Maranello, elle entame la saison de Formule 1 le 18 mars 2012 au Grand Prix d'Australie, pilotée par l’Espagnol Fernando Alonso et le Brésilien Felipe Massa.
La F2012 de Felipe Massa est exposée dans la boutique Ferrari de la Galleria Vittorio Emanuele II de Milan.

## Design et technique
Comme la plupart des monoplaces de la saison 2012 (à l'exception notable de la McLaren MP4-27), la F2012 arbore un « nez de gavial » afin de se conformer à la nouvelle réglementation technique qui impose une hauteur maximale du museau de la monoplace, et à l’exigence de maintenir une position de conduite et un centre de gravité le plus bas possible. « Évolution la plus osée », le train avant, comme arrière d'ailleurs, arbore des suspensions à tirants devant permettre un gain de place, un meilleur écoulement du flux d’air vers l’arrière de la monoplace et un centre de gravité abaissé.
L’arrière de la monoplace propose quant à lui des formes plus rondes, avec des pontons sculptés afin d’écouler l’air vers l’arrière de la monoplace, tout en présentant de larges renflements sur les flancs dissimulant les échappements. La modification imposée par le règlement 2012 de la position des échappements a naturellement une nette influence sur la conception du train arrière et du diffuseur que la Scuderia avait soigneusement dissimulé derrière un cache lors de sa présentation vidéo.

## Résultats en championnat du monde de Formule 1
| Saison | Écurie           | Moteur              | Pneus   | Pilotes         | Courses | Courses | Courses | Courses | Courses | Courses | Courses | Courses | Courses | Courses | Courses | Courses | Courses | Courses | Courses | Courses | Courses | Courses | Courses | Courses | Points inscrits | Classement |
| Saison | Écurie           | Moteur              | Pneus   | Pilotes         | 1       | 2       | 3       | 4       | 5       | 6       | 7       | 8       | 9       | 10      | 11      | 12      | 13      | 14      | 15      | 16      | 17      | 18      | 19      | 20      | Points inscrits | Classement |
| ------ | ---------------- | ------------------- | ------- | --------------- | ------- | ------- | ------- | ------- | ------- | ------- | ------- | ------- | ------- | ------- | ------- | ------- | ------- | ------- | ------- | ------- | ------- | ------- | ------- | ------- | --------------- | ---------- |
| 2012   | Scuderia Ferrari | Ferrari V8 Type 056 | Pirelli |                 | AUS     | MAL     | CHI     | BAH     | ESP     | MON     | CAN     | EUR     | GBR     | ALL     | HON     | BEL     | ITA     | SIN     | JAP     | COR     | IND     | ABU     | USA     | BRÉ     | 400             | 2e         |
| 2012   | Scuderia Ferrari | Ferrari V8 Type 056 | Pirelli | Fernando Alonso | 5e      | 1er     | 9e      | 7e      | 2e      | 3e      | 5e      | 1er     | 2e      | 1er     | 5e      | Abd     | 3e      | 3e      | Abd     | 3e      | 2e      | 2e      | 3e      | 2e      | 400             | 2e         |
| 2012   | Scuderia Ferrari | Ferrari V8 Type 056 | Pirelli | Felipe Massa    | Abd     | 15e     | 13e     | 9e      | 15e     | 6e      | 10e     | 16e     | 4e      | 12e     | 9e      | 5e      | 4e      | 8e      | 2e      | 4e      | 6e      | 7e      | 4e      | 3e      | 400             | 2e         |

Légende : ici